# Пол Біток
Пол Біток  (англ. Paul Bitok, 26 червня 1970) — кенійський легкоатлет, олімпійський медаліст.

## Виступи на Олімпіадах
| Олімпіада      | Дисципліна         | Місце |
| -------------- | ------------------ | ----- |
| Барселона 1992 | біг на 5000 метрів | 2     |
| Атланта 1996   | біг на 5000 метрів | 2     |